# Кефермаркт
Кефермаркт (нім. Kefermarkt) — ярмаркова комуна (Marktgemeinde) в Австрії, у федеральній землі Верхня Австрія.
Входить до складу округу Фрайштадт. Населення становить 2095 осіб (на 31 грудня 2005 року). Займає площу 28 км². Офіційний код — 40 607.

## Політична ситуація
Бургомістр комуни — Херберт Леонхардсбергер (АНП) за результатами виборів 2003 року.
Рада представників комуни (нім. Gemeinderat) складається з 25 місць.
- АНП займає 13 місць.
- СДПА займає 10 місць.
- Партія PIK займає 2 місця.

## Галерея

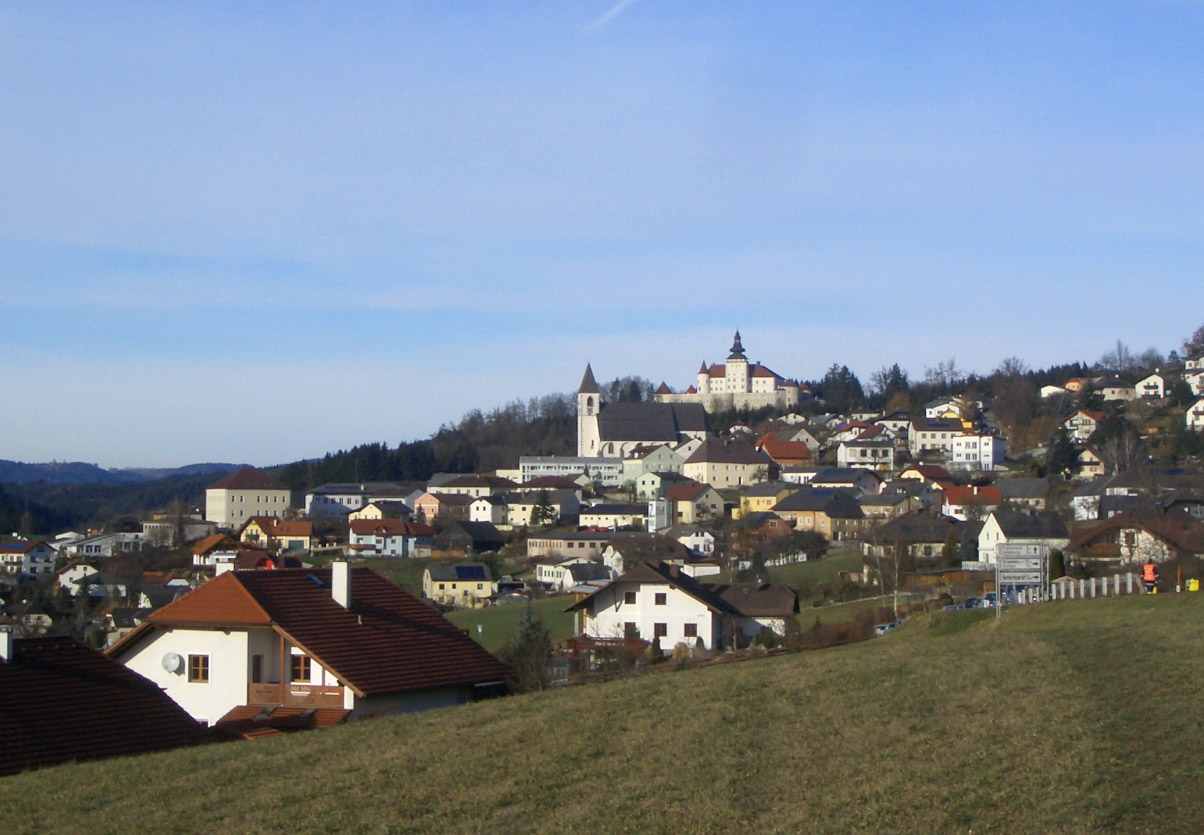
Вид на замок
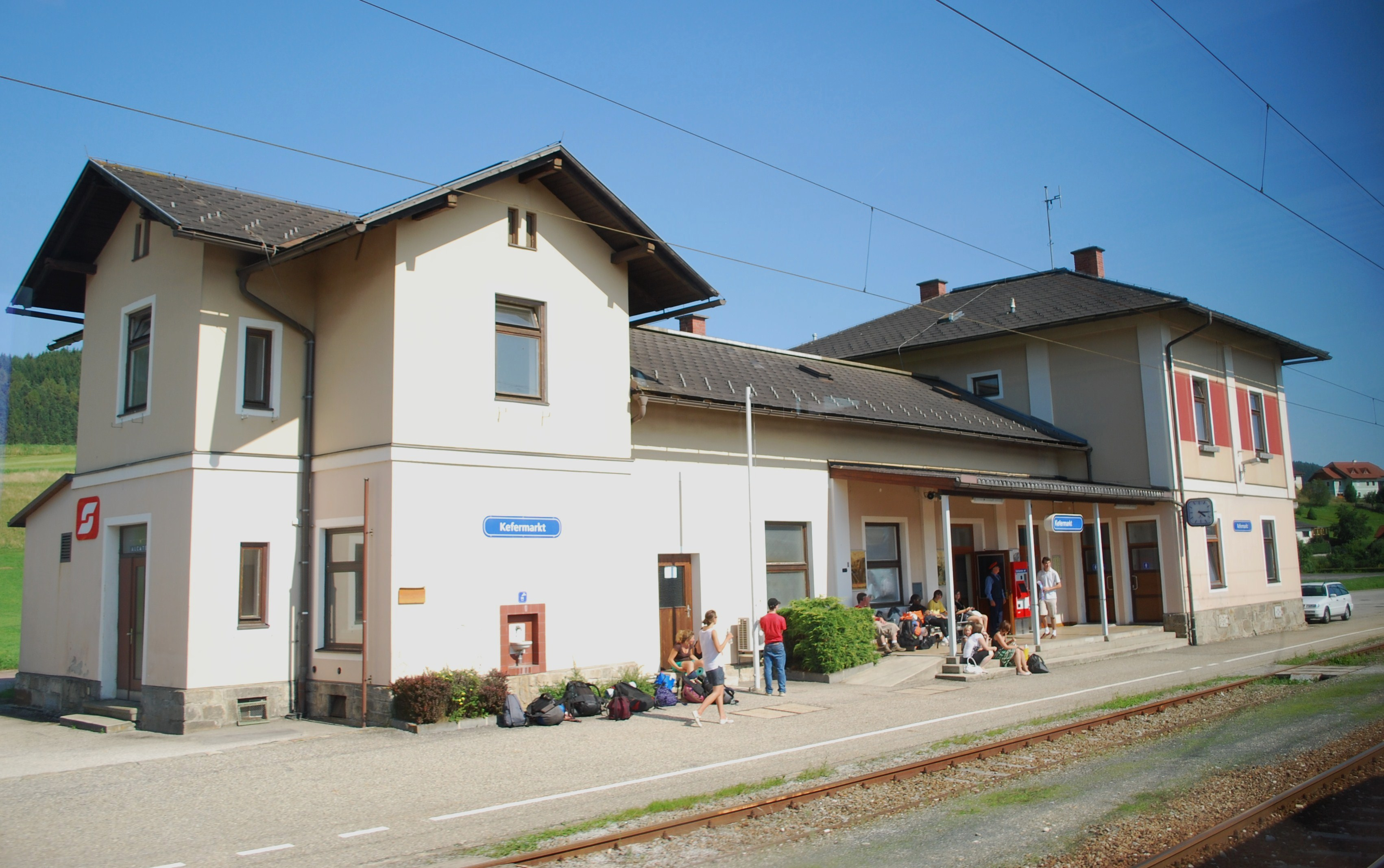
Залізнична станція
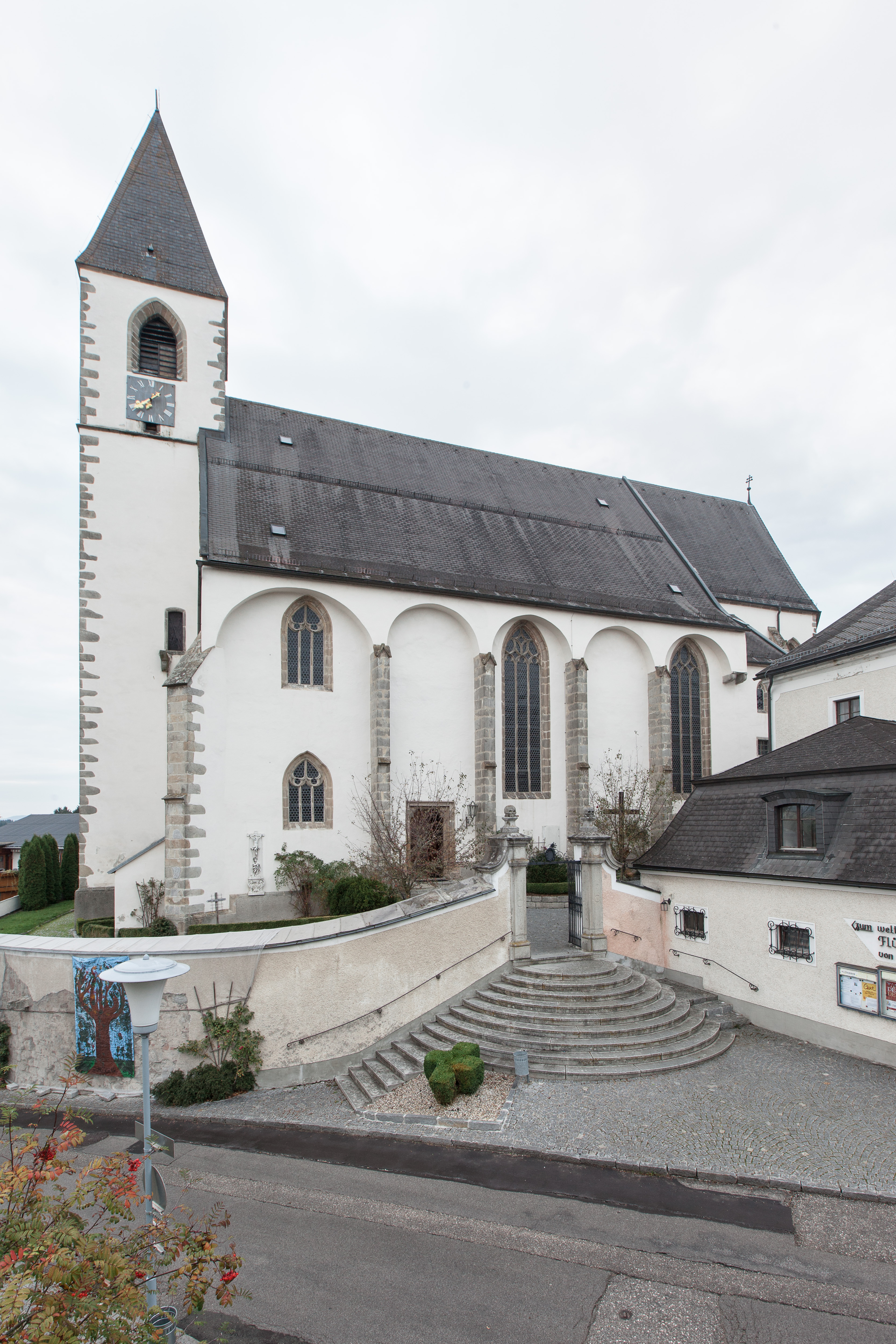
Pfarrkirche Kefermarkt, заснована у 1480 році
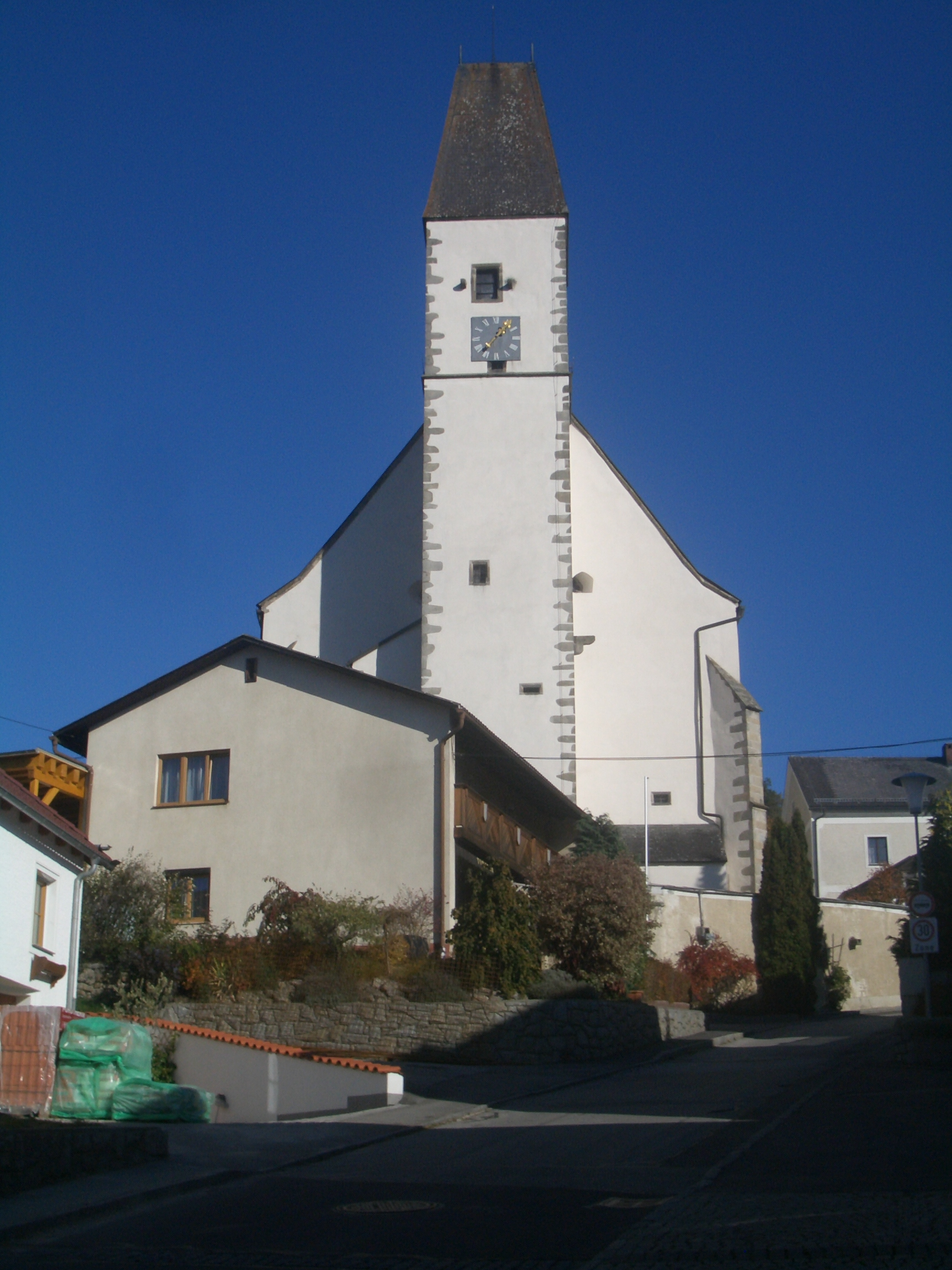
Pfarrkirche Kefermarkt (парафіяльна церква або парафіяльна кірха)
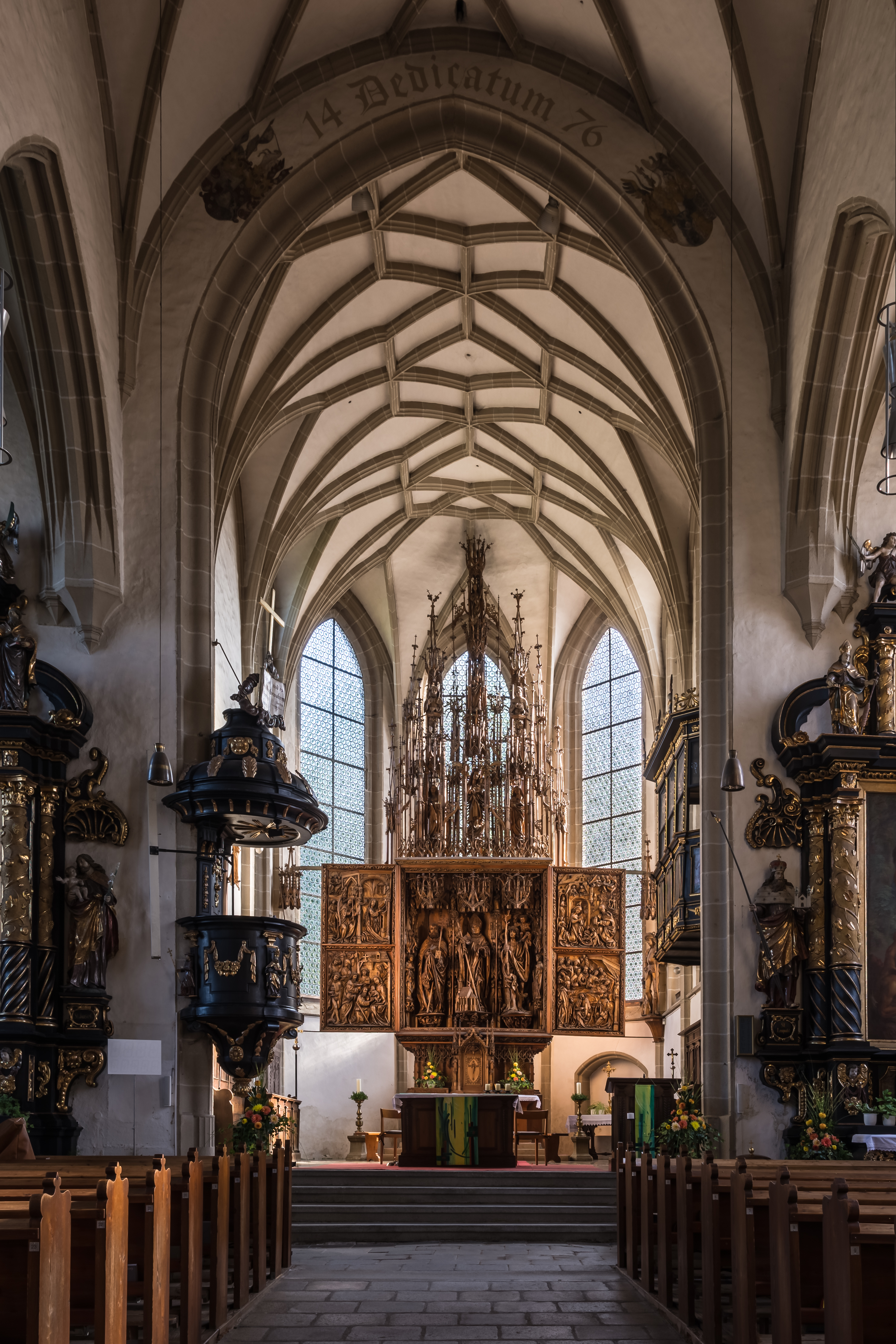
Всередині кірхи
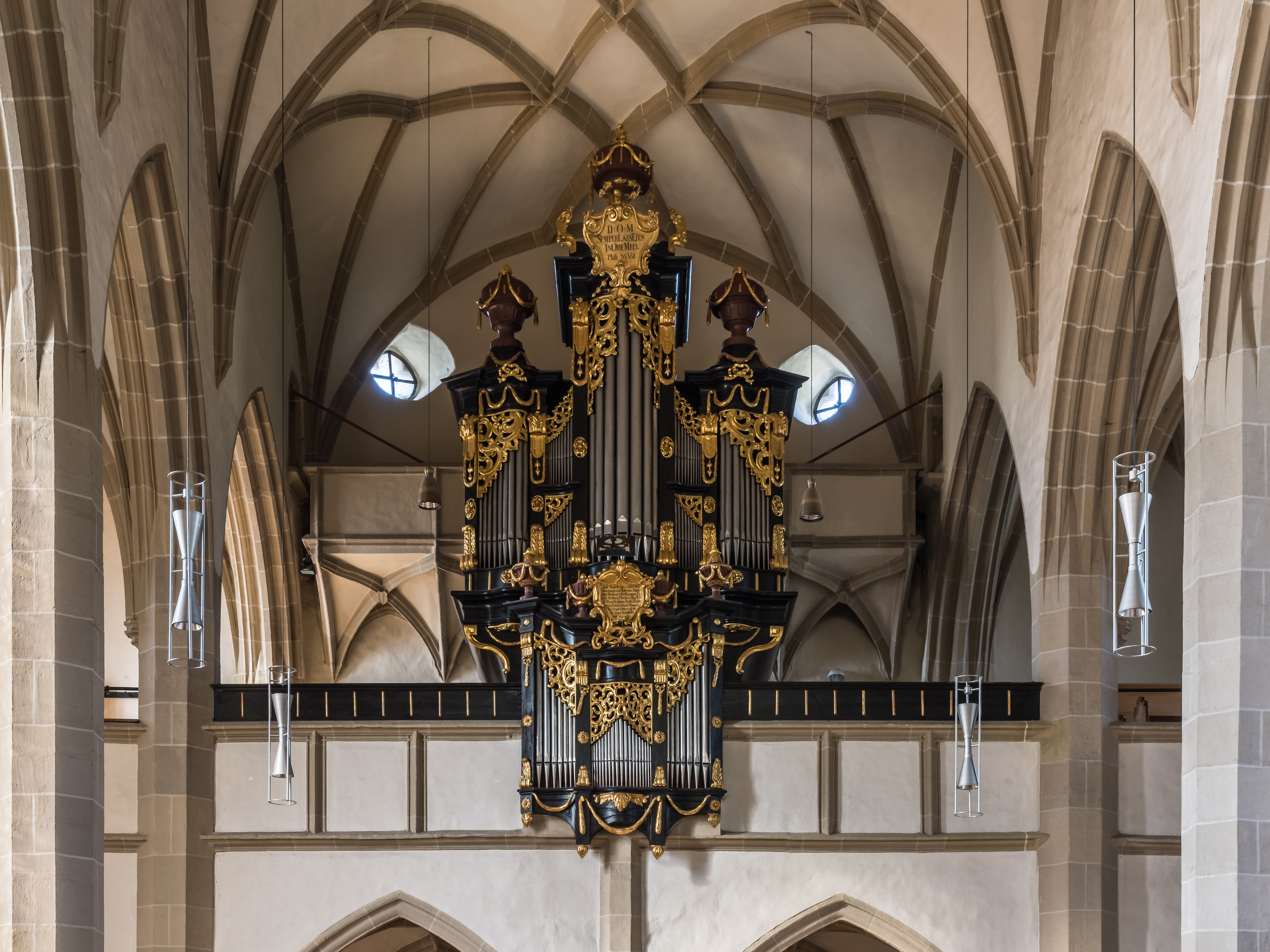
Орган в парафіяльно-паломницькій церкві Кефермаркт. Вулиця Лоренца Франца Ріхтера, II / 16, побудований в 1777 році
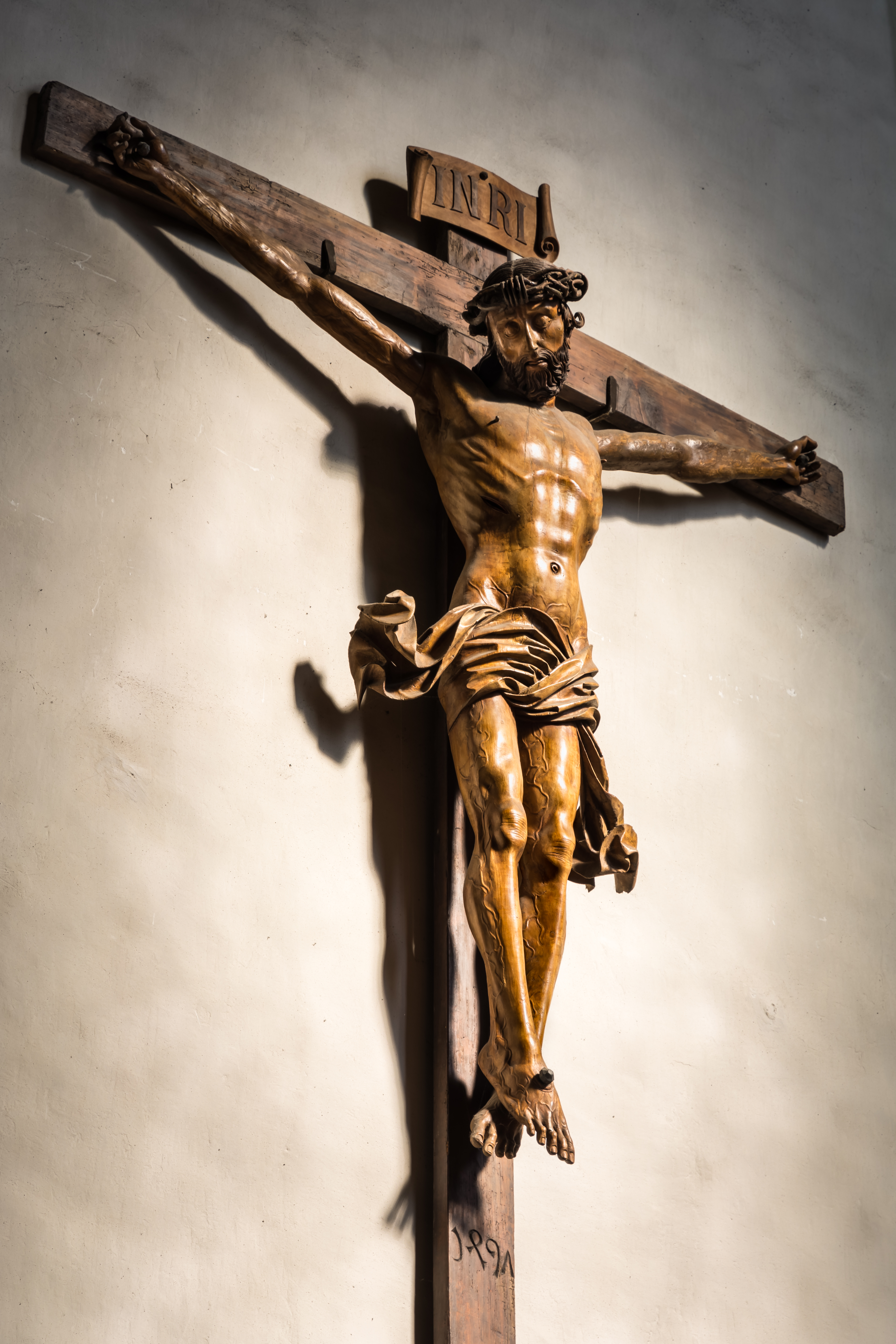
Розп'яття на стіні паломницько-парафіяльної церкви
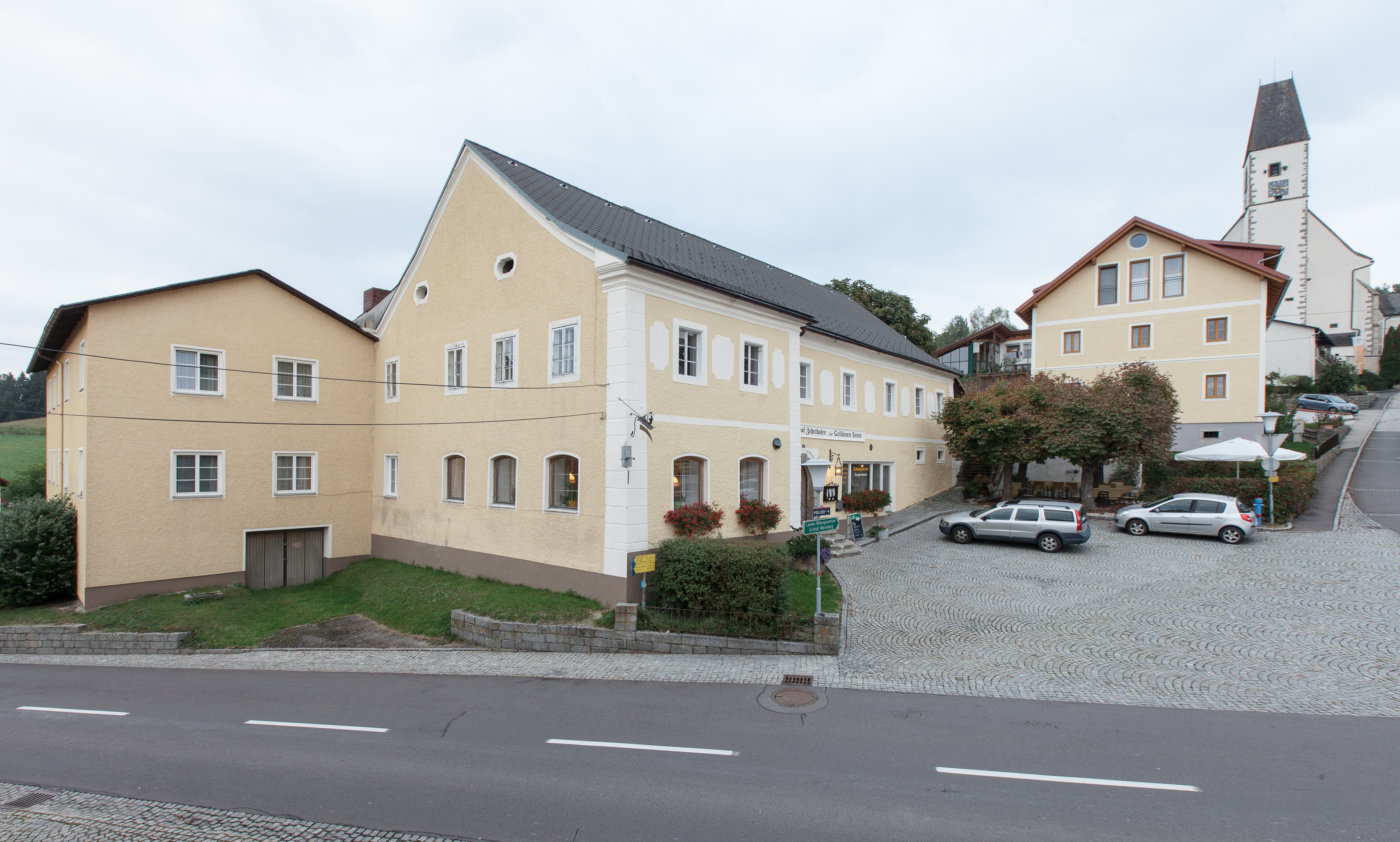
Гестхауз
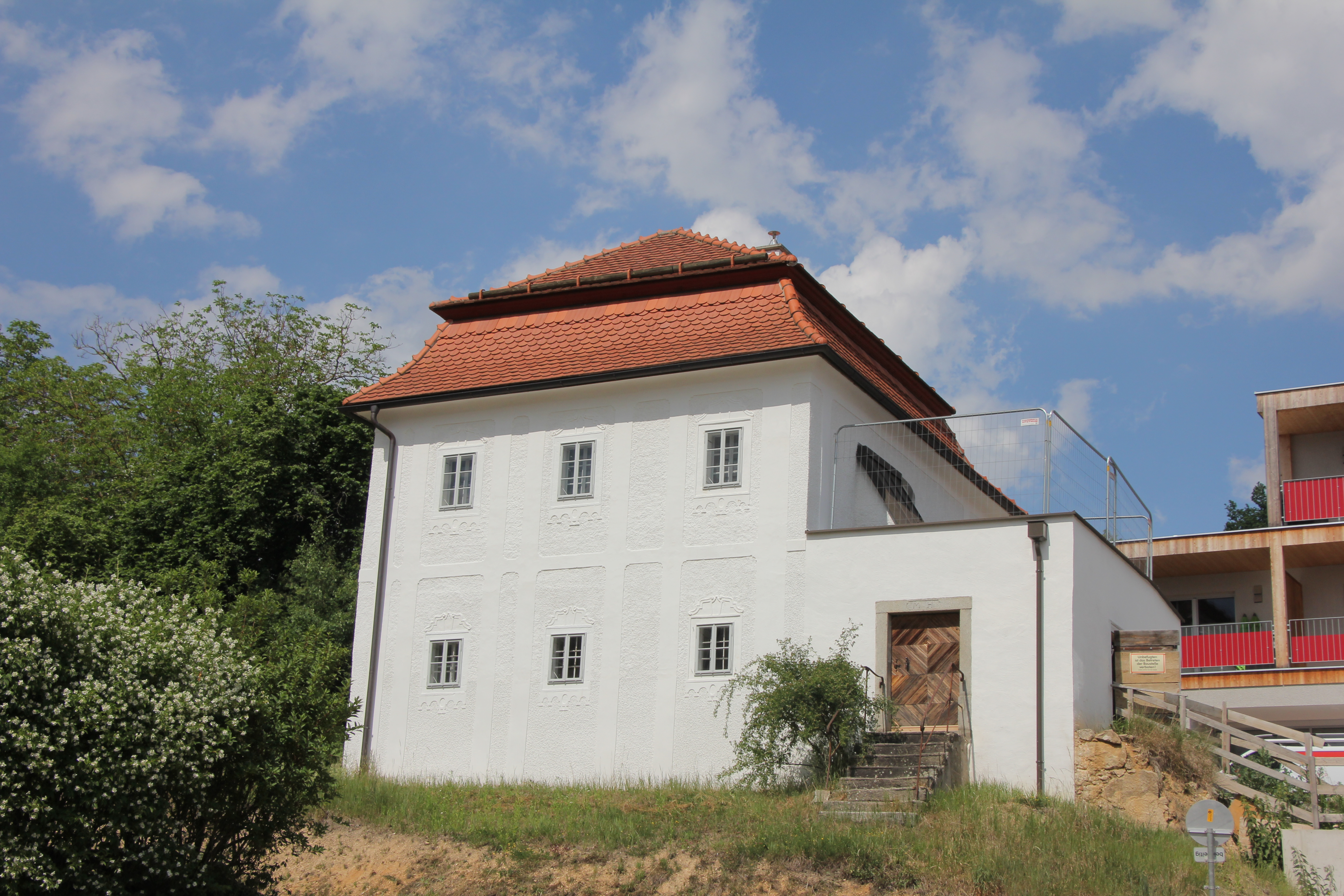
Протестантський вікаріат у Кефермаркті
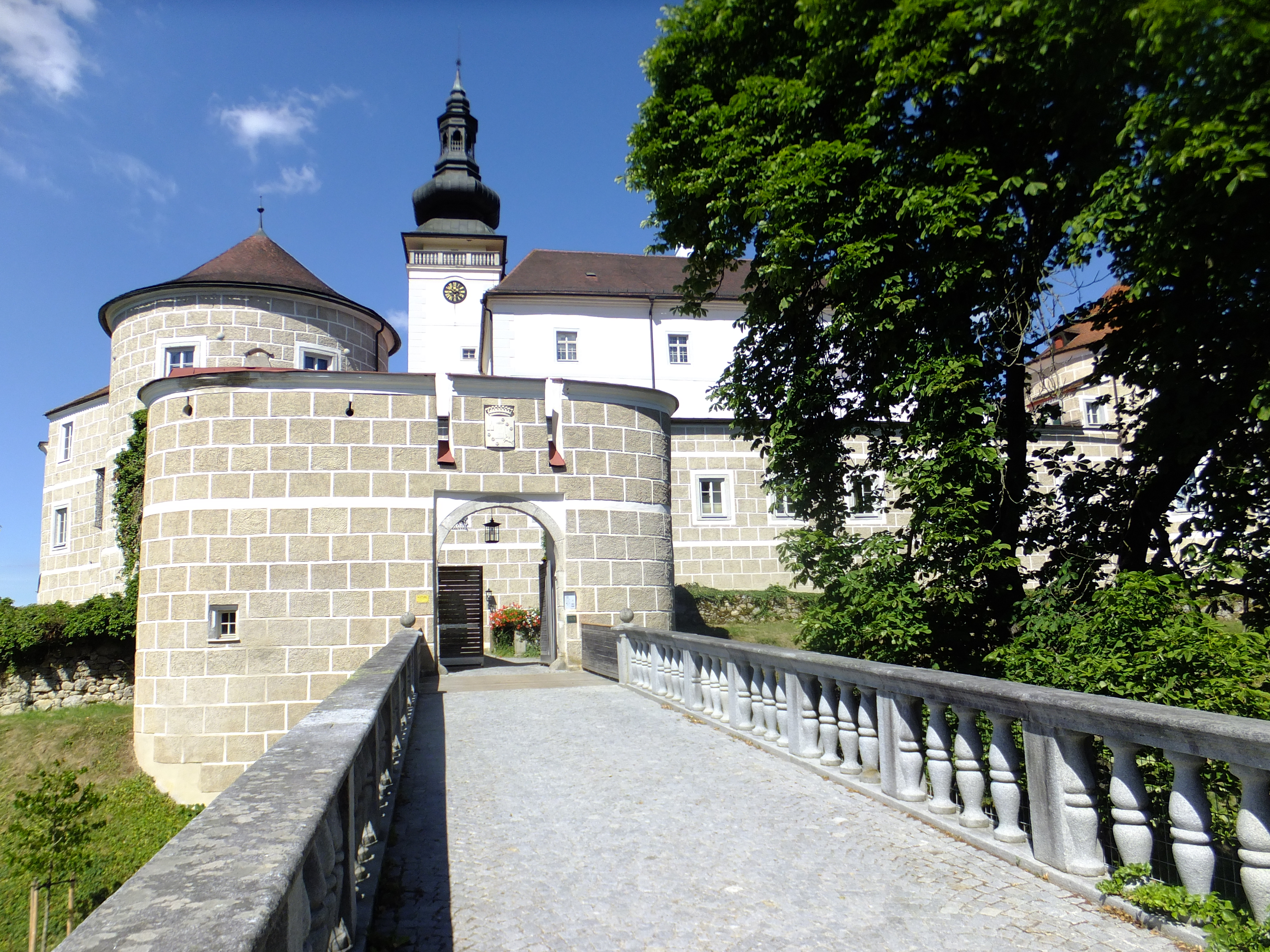
Міст до замку
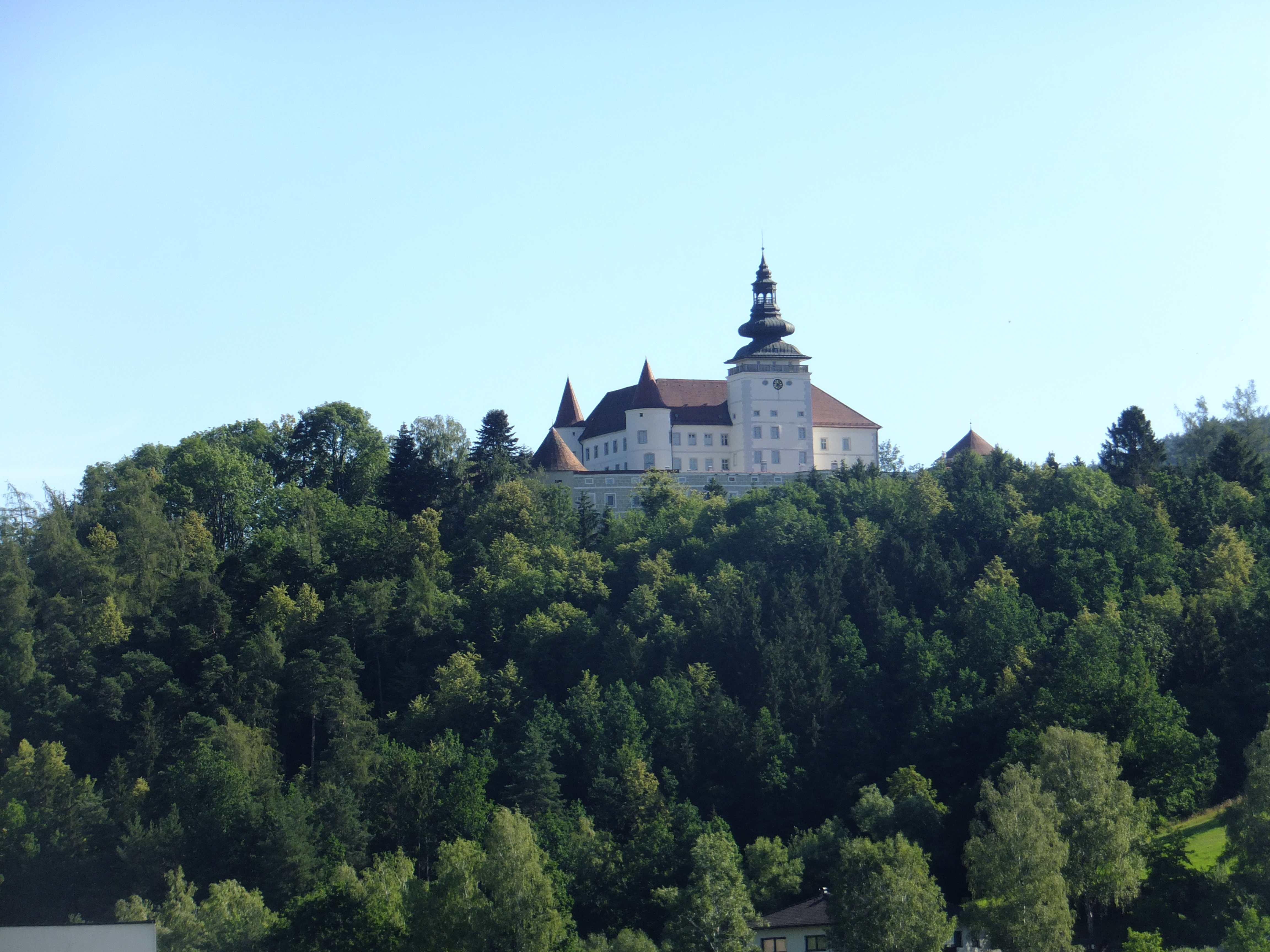
Замок Вейнберг
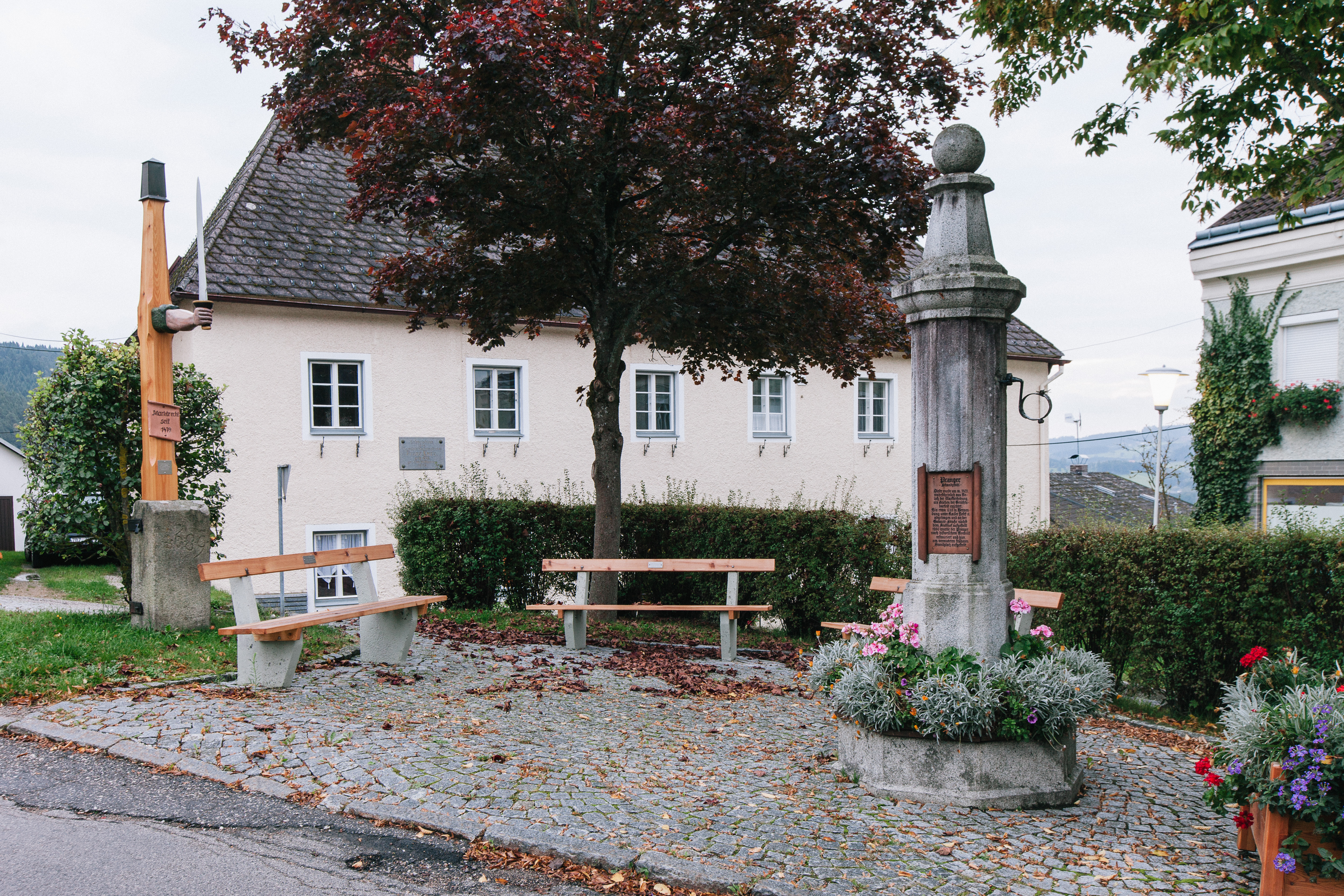
Ганебний стовп, побудований 1479 року, демонтований у 1738 і відновлений у 1980
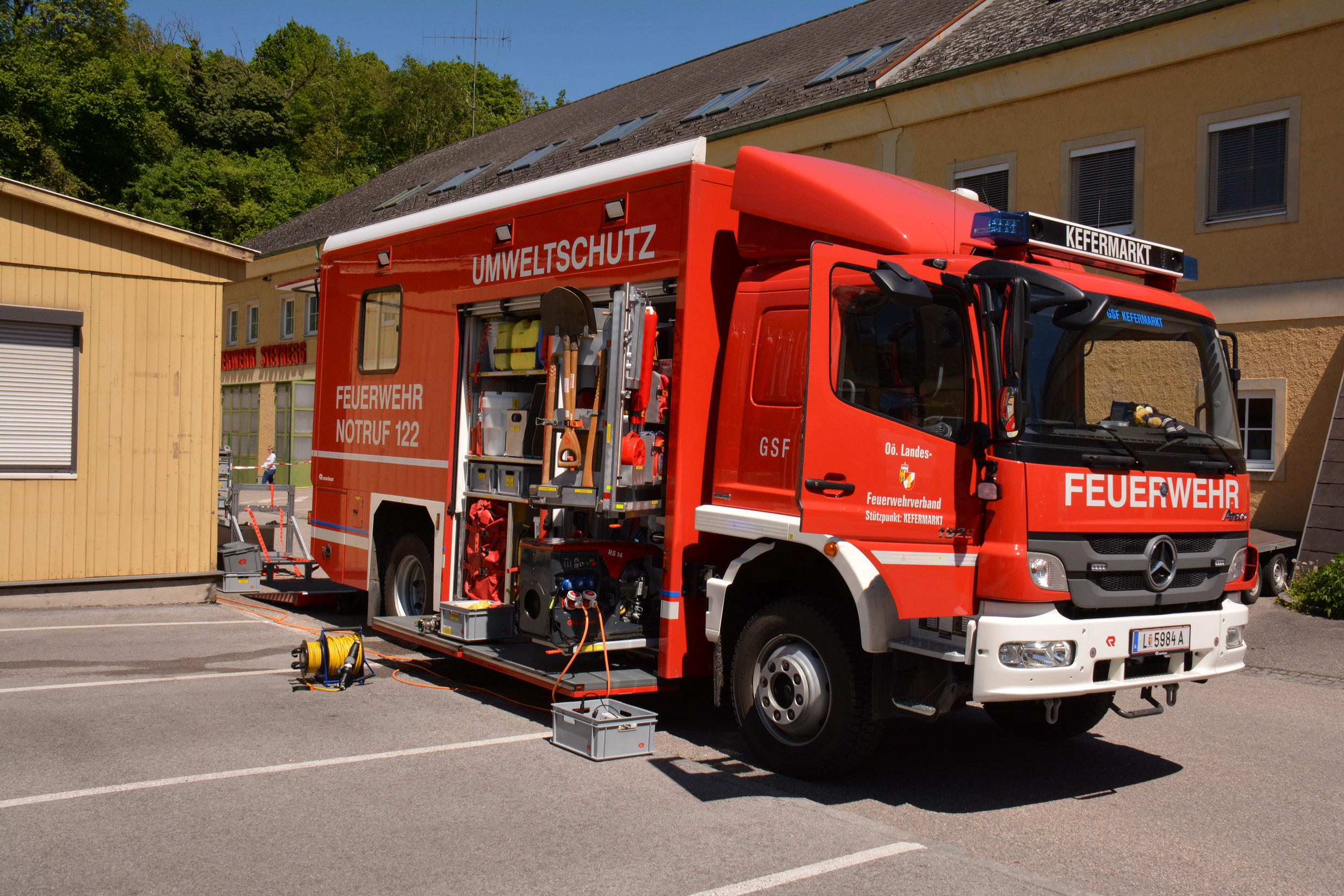
Пожежний автомобіль
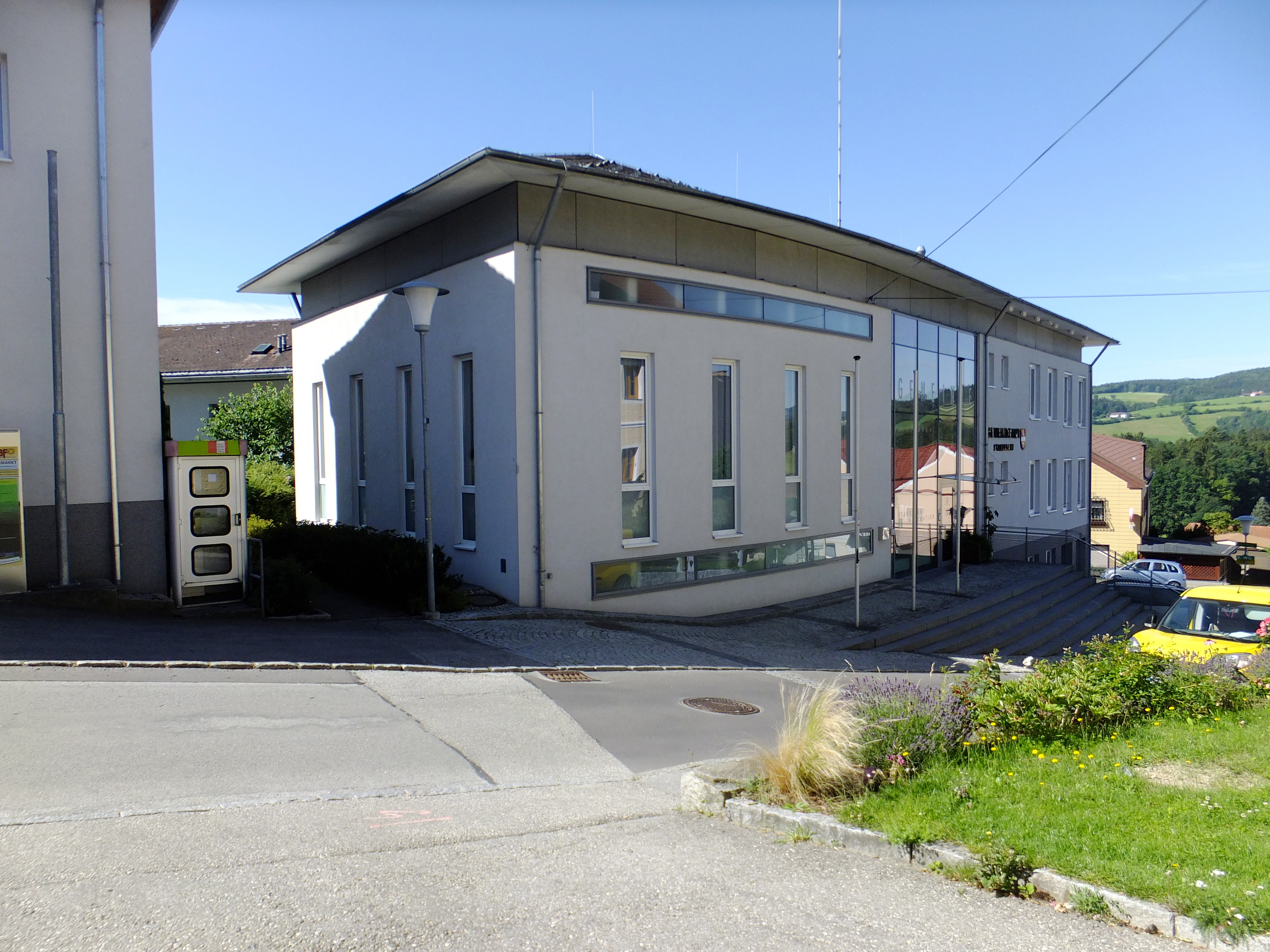
Мерія
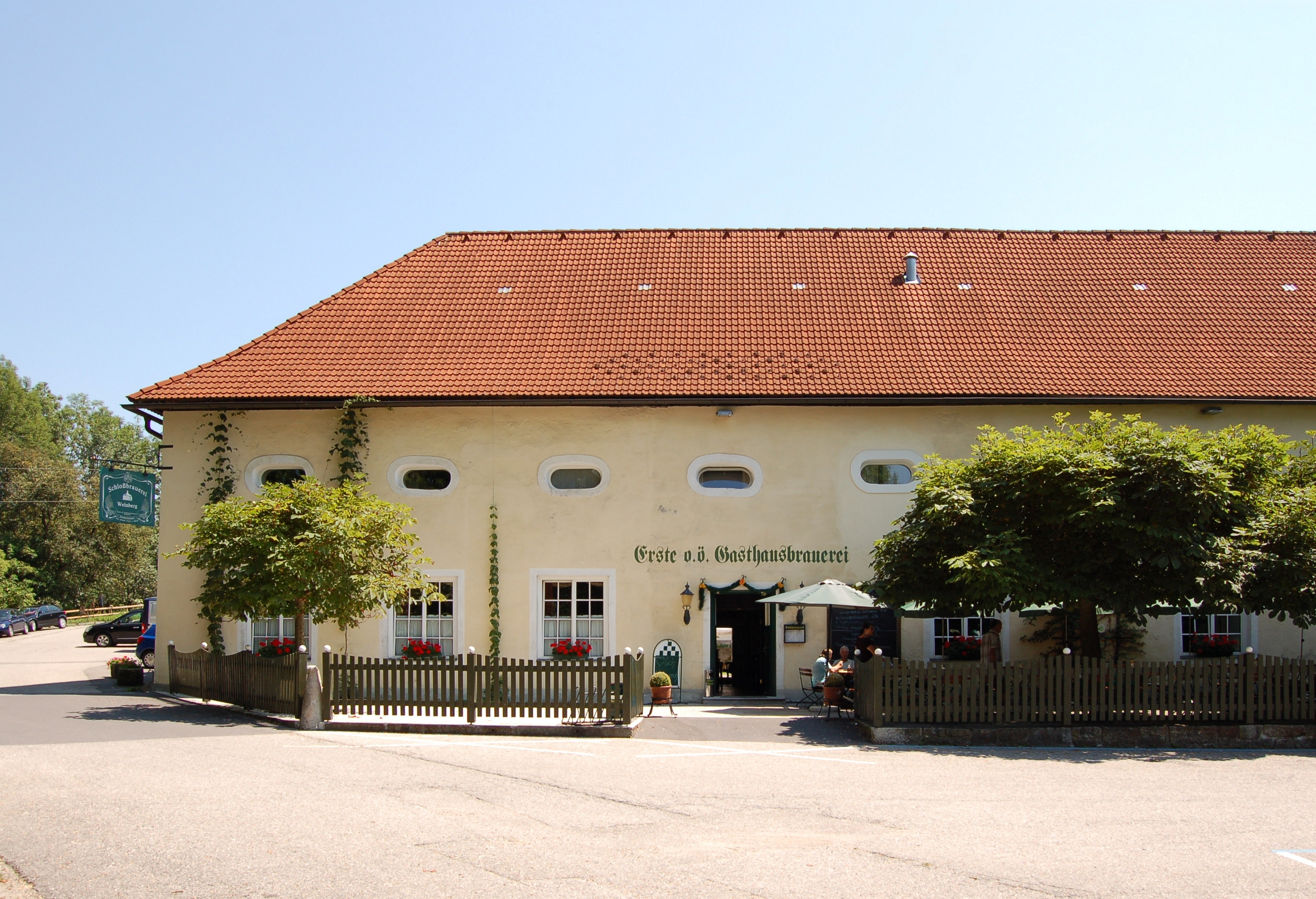
Броварня-готель